# Маніпулятор-виконавчий механізм

Рис. 1. Автоматичний маніпулятор

Маніпулятор-виконавчий механізм — частина промислового робота, що містить механічну частину (руку) і систему управління цією механічною частиною (контролер), яка отримує сигнали від сенсорної частини. Механічна частина робота включає маніпуляційну систему із пристроєм захвату або технологічним інструментом (зап'ястя) і систему переміщення (плече і суглоби руки).
Маніпулятор включає в себе рухомі ланки двох типів:
- — ланки, що забезпечують поступальний рух;
- — ланки, що забезпечують обертальні переміщення.

Поєднання і взаємне розташування ланок визначають ступінь рухливості, а також межі дії маніпуляційної системи робота. Щоб забезпечити рух у ланках, можна використовувати електричні, гідравлічні або пневматичні приводи.
Частиною маніпуляторів (хоча і необов'язковою) є захватні пристрої. Найбільш універсальні захватні пристрої аналогічні руці людини — захоплення здійснюється за допомогою механічних «пальців». Для захоплення плоских предметів використовують захватні пристрої з пневматичними присосками. Для захоплення ж безлічі однотипних деталей (що зазвичай і відбувається при використанні роботів у промисловості) застосовують спеціалізовані конструкції з безліччю захватних пристроїв. Замість останніх маніпулятор може бути оснащений
робочим інструментом — соплом, зварювальним пальником, кліщами, лазерною головкою або пульверизатором тощо.
На рисунку 1 зображено структурну схему автоматичного маніпулятора, обладнаного механічною рукою, що являє собою одноланковий виконавчий механізм. Автоматичний маніпулятор складається з вертикальної стійки 1, на яку вільно насаджено обойму 2. Остання утворює зі стійкою кінематичну пару поступального переміщення вгору-вниз Н12. До обойми за допомогою кінематичної пари поступального переміщення Н23 приєднано горизонтальну штангу 3, що несе виконавчу ланку механічної руки 4. Ланку виконано у вигляді штока. Останній проходить через тангенціальний отвір у цапфі 5, що утворює обертову пару зі штангою 3. Так як шток утворює із цапфою кінематичну пару поступального руху Н54, то це дає йому можливість при повороті цапфи 5 навколо шарніра О переміщуватись поступально відносно цапфи. Переміщення закріпленого на руці 4 робочого органу за еквідистантою до твірної еліптичної поверхні забезпечується додаванням трьох рухів.
Оброблюваний виріб 6, тобто корпус хімічного апарата, що виготовлений із циліндричної обичайки, до якої приварено елементи днища: глухий 8 та відкритий 9 із центральним люком, розташовано на технологічних опорах 7. При дробоструменевому очищенні від окалини вони обертають корпус навколо горизонтальної осі симетрії.